# 972 Cohnia
A 972 Cohnia (ideiglenes jelöléssel 1922 LK) a Naprendszer kisbolygóövében található aszteroida. Max Wolf fedezte fel 1922. január 18-án, Heidelbergben.